# تپه لاوردی
تپه لاوردی مربوط به سدهٔ ۵ تا۷ ه‍.ق است و در شهرستان بیجار، روستای قزل علی واقع شده و این اثر در تاریخ ۱۸ مهر ۱۳۵۶ با شمارهٔ ثبت ۱۴۷۲ به‌عنوان یکی از آثار ملی ایران به ثبت رسیده است.